# Steninge
För andra betydelser, se Steninge (olika betydelser).
Steninge är en tätort i Halmstads kommun och Falkenbergs kommun, belägen i Harplinge och Steninge socken. 

## Befolkningsutveckling
| Befolkningsutvecklingen i Steninge 1980–2020                                                                     | Befolkningsutvecklingen i Steninge 1980–2020 | Befolkningsutvecklingen i Steninge 1980–2020 | Befolkningsutvecklingen i Steninge 1980–2020 | Befolkningsutvecklingen i Steninge 1980–2020 |
| --- | -------------------------------------------- | -------------------------------------------- | -------------------------------------------- | -------------------------------------------- |
| |                                              |                                              |                                              |                                              |
| År |                                              |                                              | Folkmängd                                    | Areal (ha)                                   |
| 1980 | 1980                                         |                                              | 503                                          |                                              |
| 1990 | 1990                                         |                                              | 654                                          | 159                                          |
| 1995 | 1995                                         |                                              | 728                                          | 160                                          |
| 2000 | 2000                                         |                                              | 743                                          | 160                                          |
| 2005 | 2005                                         |                                              | 769                                          | 161                                          |
| 2010 | 2010                                         |                                              | 836                                          | 174                                          |
| 2015 | 2015                                         |                                              | 1 112                                        | 331                                          |
| 2018 | 2018                                         |                                              | 1 123                                        | 339                                          |
| 2020 | 2020                                         |                                              | 1 186                                        | 338                                          |
| Anm.: Ny tätort 1980. Sammanvuxen 2015 med småorterna Särdal och Stensjö och Stora Skipås (i Falkenbergs kommun) |                                              |                                              |                                              |                                              |

## Samhället
Bebyggelsen är i huvudsakligen uppbyggd i det som ursprungligen var Steninge strand. 
1874-1917 fanns ett glasbruk i Steninge strand. I glasbrukets ruin är idag en restaurang inrymd.
Öster om Steninge återfinns Steninge kyrkby med Steninge kyrka.

## Naturen
Steninge präglas av det kustnära landskapet. Här har ett flertal områden skyddats och avsatts som naturreservat, Enet, Skipås och Steningekusten. Det senare området är det nya namnet på de tidigare reservaten Stensjöstrand och Steninge. Detta sammanslagna område sträcker sig in i Falkenbergs kommun. 

Både nedanför det gamla glasbruket och vid Stensjöstrand finns sandstränder och badliv.

## Kända personer
Vispoeten och trubaduren Alf Hambe bodde under större delen av sitt liv i Steninge och använde dess natur som inspirationskälla till många av sina visor.